# Bruck in der Oberpfalz
Bruck in der Oberpfalz je německý městys v zemském okrese Schwandorf ve vládním obvodu Horní Falc spolkové země Bavorsko.

## Poloha
Bruck se nachází v Horní Falci v přírodním parku Hornobavorský les, asi 35 km severovýchodně od Řezna na spolkové silnici 85. Město patří do přírodní oblasti Bodenwöhrský záliv. Bruckem protéká řeka Sulzbach, jejímž zdrojem je jezero Hammersee v Bodenwöhru a vlévá se do řeky Řezné v Nittenau.

### Sousední obce
Bruck in der Oberpfalz sousedí s těmito obcemi od západu: Steinberg am See, Bodenwöhr, Roding, Walderbach a Nittenau. Obce Roding a Walderbach se nachází v zemském okrese Cham.
| Růžice kompasu | Bodenwöhr 2 km        | Bodenwöhr 2 km         | Bodenwöhr 2 km  | Růžice kompasu |
| Růžice kompasu | Steinberg am See 9 km | Sever                  | Roding 18 km    | Růžice kompasu |
| Růžice kompasu | Steinberg am See 9 km | Bruck in der Oberpfalz | Roding 18 km    | Růžice kompasu |
| Růžice kompasu | Steinberg am See 9 km | Jih                    | Roding 18 km    | Růžice kompasu |
| Růžice kompasu | Nittenau 4 km         | Nittenau 4 km          | Walderbach 6 km | Růžice kompasu |